# Davide Sanguinetti
Davide Sanguinetti (Viareggio, Italija, 25. kolovoza 1972.) je talijanski teniski trener i bivši tenisač. Na ATP Touru se natjecao od 1993. do 2008. godine. U tom razdoblju je osvojio dva turnira u singlu i jedan u igri parova. Svoj najbolji plasman karijere ostvario je krajem listopada 2005. kada je bio 42. tenisač svijeta.
Od Grand Slam turnira, talijanski tenisač je bio najuspješniji na Wimbledonu u kojem je 1998. stigao do četvrtfinala u kojem je poražen od Richarda Krajiceka.

## Teniska karijera
Sanguinetti je rođen 1972. u središnjoj talijanskoj regiji Toskani dok je u SAD-u pohađao tenisku akademiju Harryja Hopmana a kasnije kalifornijski UCLA.
Svoj prvi teniski turnir Talijan je osvojio u srpnju 1997. na ATP-u u Umagu gdje je s Rumunjem Pescariuom pobijedio u igri parova protiv slovačke kombinacije Hrbatý - Kučera. Nakon pet godina Sanguinetti osvaja i svoja dva naslova u singlu. Prvi je bio indoors u Milanu u čijem finalu je bio bolji od Rogera Federera dok je u Delray Beachu pobijedio domaćeg predstavnika Andyja Roddicka.
Prekidom teniske karijere, Sanguinetti je započeo s treniranjem tako da je od 2008. do 2011. trenirao Vincea Spadeu. Danas trenira Goa Soedu te Dinaru Safinu.

## ATP finala

### Pojedinačno (2:0)
| Ishod   | Datum              | Turnir                     | Podloga         | Protivnik     | Rezultat           |
| ------- | ------------------ | -------------------------- | --------------- | ------------- | ------------------ |
| Pobjeda | 28. siječnja 2002. | Milano, Italija            | tepih (dvorana) | Roger Federer | 7–6(7–2), 4–6, 6–1 |
| Pobjeda | 4. ožujka 2002.    | Delray Beach, Florida, SAD | beton           | Andy Roddick  | 6–4, 4–6, 6–4      |

### Parovi (1:0)
| Ishod   | Datum            | Turnir         | Podloga | Partner       | ProtivniCI                  | Rezultat |
| ------- | ---------------- | -------------- | ------- | ------------- | --------------------------- | -------- |
| Pobjeda | 27. srpnja 1997. | Umag, Hrvatska | zemlja  | Dinu Pescariu | Dominik Hrbatý Karol Kučera | 7–6, 6–4 |

## Vanjske poveznice
- Profil tenisača na ATP World Tour.com
- Sanguinetti na Davis Cup.com